# Джефферсон (Вісконсин)
Джефферсон (англ. Jefferson) — місто (англ. city) в США, в окрузі Джефферсон штату Вісконсин. Населення — 7793 особи (2020).

## Географія
Джефферсон розташований за координатами 43°0′14″ пн. ш. 88°48′28″ зх. д. / 43.00389° пн. ш. 88.80778° зх. д. (43.003943, -88.807826).  За даними Бюро перепису населення США в 2010 році місто мало площу 15,36 км², з яких 14,82 км² — суходіл та 0,54 км² — водойми.

## Демографія
Згідно з переписом 2010 року, у місті мешкали 7973 особи в 3132 домогосподарствах у складі 1989 родин. Густота населення становила 519 осіб/км².  Було 3378 помешкань (220/км²).
Расовий склад населення:
| - 91,2 % — білих - 0,7 % — чорних або афроамериканців - 0,7 % — азіатів - 0,4 % — корінних американців - 0,1 % — вихідців з тихоокеанських островів - 5,4 % — осіб інших рас |

До двох чи більше рас належало 1,5 %. Частка іспаномовних становила 11,8 % від усіх жителів.
За віковим діапазоном населення розподілялося таким чином: 24,4 % — особи молодші 18 років, 59,9 % — особи у віці 18—64 років, 15,7 % — особи у віці 65 років та старші. Медіана віку мешканця становила 37,5 року. На 100 осіб жіночої статі у місті припадало 99,1 чоловіків;  на 100 жінок у віці від 18 років та старших — 95,3 чоловіків також старших 18 років.
Середній дохід на одне домашнє господарство  становив 59 669 доларів США (медіана — 47 817), а середній дохід на одну сім'ю — 68 617 доларів (медіана — 58 050). Медіана доходів становила 40 226 доларів для чоловіків та 34 226 доларів для жінок. За межею бідності перебувало 10,8 % осіб, у тому числі 13,7 % дітей у віці до 18 років та 12,1 % осіб у віці 65 років та старших.
Цивільне працевлаштоване населення становило 3929 осіб. Основні галузі зайнятості: виробництво — 29,2 %, освіта, охорона здоров'я та соціальна допомога — 20,3 %, роздрібна торгівля — 13,8 %, науковці, спеціалісти, менеджери — 8,2 %.